# Карбонізація
Карбонізація (рос. карбонизация, англ. carbonization, нім. Karbonisierung f) – обвуглення й обвуглецьовування, процес зміни органічних решток тканин рослин та тварин, який супроводжується їх почорнінням, зменшенням вмісту водню й кисню та збільшенням вуглецю.
Розрізняють:
1. Процес утворення твердих залишків із підвищеним вмістом вуглецю  з  органічного  матеріалу  при  піролізі  в  інертній атмосфері.  Це  складний  хімічний  процес,  де  відбуваються реакції  дегідрогенізації,  конденсації,  ізомеризації  і  т.п.  Від
вуглефікації  відрізняється  набагато(на  кілька  порядків) 
вищою швидкістю реакції. Ступінь карбонізації зі зростанням
вмісту вуглецю в залишкові збільшується з температурою (пр., 
від 90 % при 1200 К до 99 % при 1600 К).
2. У хімії води та електрохімії — утворення карбонатних йонів у  лужних  електролітах  при  адсорбції  вуглекислого  газу  з
повітря або внаслідок електрохімічного окиснення органічних
речовин, що є у воді. Виражається в грамах карбонату калію
на літр електроліту.